# Gotham Independent Film Awards 2014
I Gotham Independent Film Awards 2014, 24ª edizione dei premi cinematografici statunitensi destinati al cinema indipendente, si sono svolti il 1º dicembre 2014 al Cipriani Wall Street di New York. Le candidature sono state annunciate il 23 ottobre 2014 e la cerimonia è stata presentata da Uma Thurman.

## Vincitori e candidati
I vincitori sono indicati in grassetto, a seguire gli altri candidati.

### Miglior film
- Birdman, regia di Alejandro González Iñárritu
- Boyhood, regia di Richard Linklater
- Grand Budapest Hotel (The Grand Budapest Hotel), regia di Wes Anderson
- I toni dell'amore - Love Is Strange (Love Is Strange), regia di Ira Sachs
- Under the Skin, regia di Jonathan Glazer

### Miglior documentario
- Citizenfour, regia di Laura Poitras
- Actress, regia di Robert Greene
- Life Itself, regia di Steve James
- Manakamana, regia di Stephanie Spray e Pacho Velez
- Point and Shoot, regia di Marshall Curry

### Miglior attore
- Michael Keaton - Birdman
- Bill Hader - Uniti per sempre (The Skeleton Twins)
- Ethan Hawke - Boyhood
- Oscar Isaac - 1981: Indagine a New York (A Most Violent Year)
- Miles Teller - Whiplash

### Miglior attrice
- Julianne Moore - Still Alice
- Patricia Arquette - Boyhood
- Scarlett Johansson - Under the Skin
- Gugu Mbatha-Raw - Beyond the Lights - Trova la tua voce (Beyond the Lights)
- Mia Wasikowska - Tracks - Attraverso il deserto (Tracks)

### Miglior regista emergente
- Ana Lily Amirpour - A Girl Walks Home Alone at Night
- James Ward Byrkit - Coherence - Oltre lo spazio tempo (Coherence)
- Dan Gilroy - Lo sciacallo - Nightcrawler (Nightcrawler)
- Eliza Hittman - It Felt Like Love
- Justin Simien - Dear White People

### Miglior interprete emergente
- Tessa Thompson - Dear White People
- Riz Ahmed - Lo sciacallo - Nightcrawler (Nightcrawler)
- Macon Blair - Blue Ruin
- Ellar Coltrane - Boyhood
- Joey King - Wish I Was Here
- Jenny Slate - Il bambino che è in me - Obvious Child (Obvious Child)

### Premio del pubblico
- Boyhood, regia di Richard Linklater

### Premio speciale della giuria per il miglior cast
- Foxcatcher - Una storia americana (Foxcatcher) - Steve Carell, Mark Ruffalo e Channing Tatum

### Spotlight on Women Filmmakers "Live the Dream" Grant
- Chloé Zhao - Songs My Brothers Taught Me
- Garrett Bradley - Below Dreams
- Claire Carré - Embers

### Premio alla carriera
- Tilda Swinton
- Bennett Miller
- Ted Sarandos